# Prodoxus phylloryctus
Prodoxus phylloryctus is een vlinder uit de familie van de yuccamotten (Prodoxidae). De wetenschappelijke naam van de soort is voor het eerst geldig gepubliceerd in 1988 door Wagner & Powell.